# Singapore Open 2012
Het Barclays Singapore Open van 2012 wordt gespeeld op de Sentosa Golf Club van 8 - 11 november. Het resultaat telt mee voor de Europese- en Aziatische PGA Tour.

## Verslag

#### Ronde 1
Thomas Bjørn was een van de vroege starters en hij werd clubhouse leader met een score van -6. Om kwart over 3 werd het spelen gestopt wegens onweersdreiging.
Er zijn in de middag nog wat holes gespeeld, maar niet iedereen heeft ronde 1 kunnen afmaken.

#### Ronde 2
Chapchai Nirat nam de eerste plaats van Bjørn over.

Ronde 2 werd ook onderbroken door onweer. Simon Dyson had toen 13 holes gespeeld en stond met -6 aan de leiding met Nirat, die pas 8 holes gespeeld had. Om half vier lokale tijd werd het spel hervat. Thomas Bjørn ging aan de leiding en op de tweede plaats eindigden Chris Wood en George Coetzee. Jonathan Woo was de enige amataur die de cut haalde.

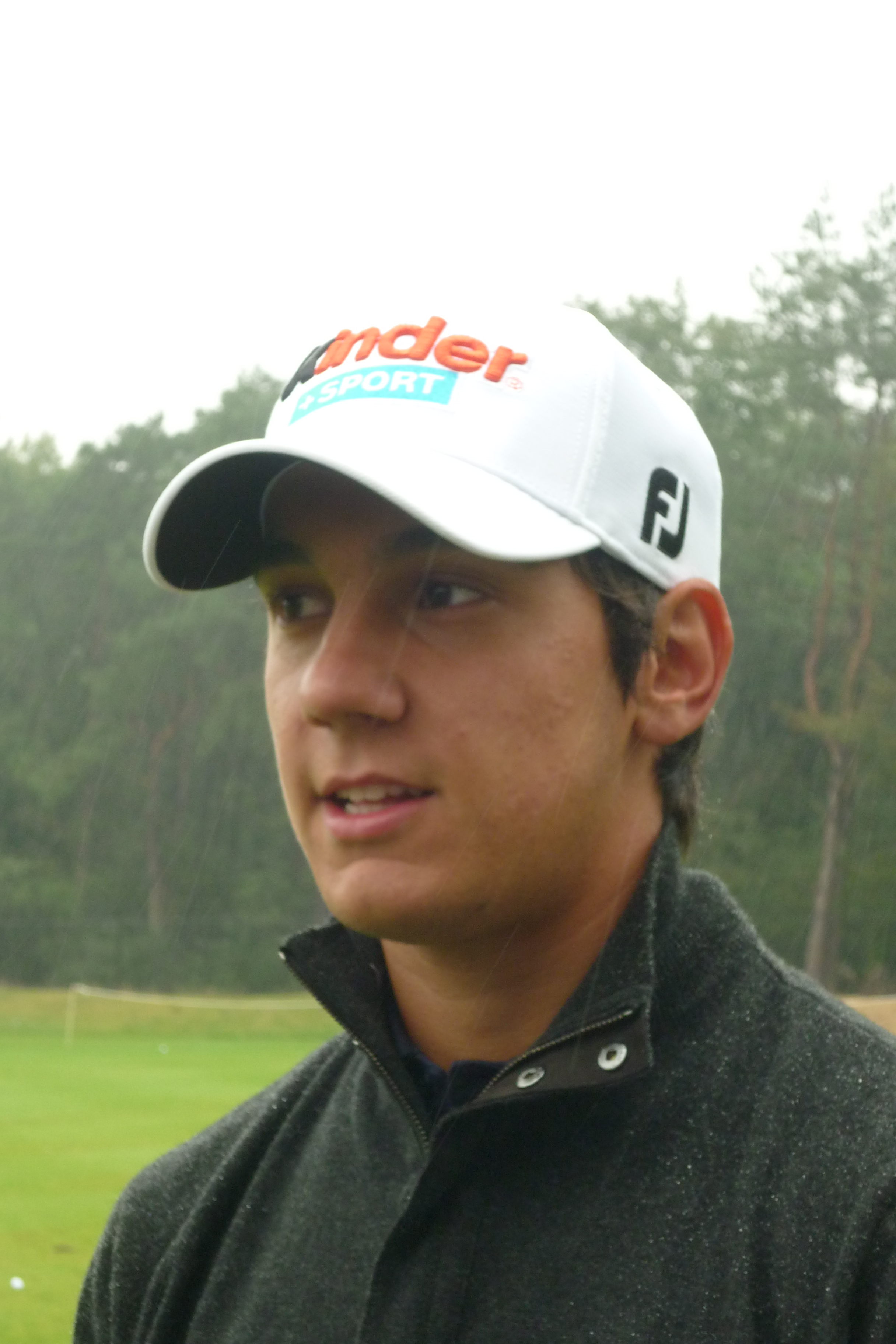
Manassero

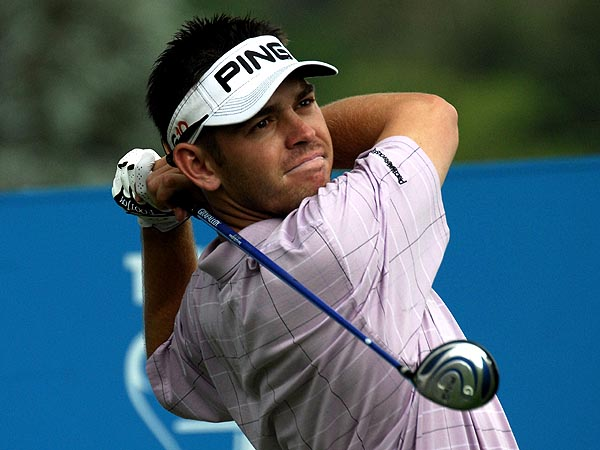
Oosthuizen

#### Ronde 3
De derde ronde begon zaterdag pas om 4 uur. Joost Luiten kon maar zes holes spelen voordat het donker was. Hij kwam binnen met een score van 68 en steeg naar de 5de plaats. De 19-jarige Matteo Manassero, die sinds 2010 de jongste winnaar van de Tour is, nam de leiding over. 

#### Ronde 4
De laatste ronde kon zondag toch al om 10:15 uur beginnen. Luiten maakte een slechte score en zakte naar de 25ste plaats, Manassero, die inmiddels nummer 85 op de wereldranglijst staat, moest een birdie op de laatste hole maken om in de play-off te komen tegen Louis Oosthuizen, de nummer 8 van de wereld.
De play-off werd op hole 18 gespeeld, een par 5 van 496 meter. Beide spelers misten de green met hun 2de slap maar beiden maakten een birdie. De tweede keer dat de hole gespeeld werd, maakten beiden een 5. De derde keer won Manassero met een eagle. Hij is de eerste teenager met drie overwinningen op de Tour.
- Volledige scores

| Spelers            | Ronde 1 | Ronde 1 | Ronde 1 | Ronde 2 | Ronde 2 | Ronde 2 | Ronde 2 | Ronde 3 | Ronde 3 | Ronde 3 | Ronde 3 | Ronde 4 | Ronde 4 | Ronde 4 | Ronde 4 |
| ------------------ | ------- | ------- | ------- | ------- | ------- | ------- | ------- | ------- | ------- | ------- | ------- | ------- | ------- | ------- | ------- |
| Matteo Manassero   | 70      | -1      | T26     | 68      | -3      | -4      | T7      | 64      | -7      | -11     | 1       | 69      | -2      | -13     | 1       |
| Louis Oosthuizen   | 70      | -1      | T26     | 69      | -2      | -3      | T19     | 65      | -6      | -8      | T2      | 67      | -4      | -13     | 2       |
| Rory McIlroy       | 70      | -1      | T26     | 70      | -1      | -2      | T26     | 69      | -2      | -4      | T13     | 65      | -6      | -10     | 3       |
| Thomas Bjørn       | 66      | -5      | 2       | 67      | -4      | -9      | 1       | 74      | +3      | -6      | T5      | 68      | -3      | -9      | 4       |
| Chris Wood         | 70      | -1      | T26     | 65      | -6      | -7      | T2      | 70      | -2      | -9      | T3      | 72      | +1      | -7      | T7      |
| Chapchai Nirat     | 65      | -6      | 1       | 73      | +2      | -4      | T7      | 70      | -1      | -5      | T8      | 69      | -2      | -7      | T7      |
| George Coetzee     | 72      | +1      | T48     | 63      | -8      | -7      | T2      | 74      | -3      | -4      | T13     | 70      | -1      | -5      | T14     |
| Simon Dyson        | 69      | -2      | T10     | 68      | -3      | -5      | T5      | 74      | +3      | -2      | T26     | 71      | par     | -2      | T24     |
| Joost Luiten       | 71      | par     | T44     | 68      | -3      | -3      | T15     | 68      | -3      | -6      | T5      | 76      | +5      | -1      | T29     |
| Guido van der Valk | 78      | +7      | T127    | 75      | +4      | +11     | MC      |         |         |         |         |         |         |         |         |

| Leider |  | Toernooirecord |  | MC = missed cut = cut gemist |
| ------ |  | -------------- |  | ---------------------------- |

## Spelers
| Europese Tour - Fredrik Andersson Hed - Grégory Bourdy - Michael Campbell - Paul Casey - George Coetzee - Andrew Dodt - Johan Edfors - Kenneth Ferrie - Darren Fichardt - Mark Foster - Lorenzo Gagli - Todd Hamilton - Anders Hansen - Pádraig Harrington - Grégory Havret - Peter Hedblom - Raphaël Jacquelin - Miguel Ángel Jiménez - Simon Khan - Søren Kjeldsen - Peter Lawrie - Thomas Levet - Joost Luiten - David Lynn - Pablo Martín - Rory McIlroy - Phil Mickelson - Edoardo Molinari - Francesco Molinari - Colin Montgomerie - James Morrison - Garth Mulroy | - Thorbjørn Olesen - Louis Oosthuizen - Hennie Otto - Julien Quesne - Ricardo Santos - Adam Scott (2010) - Marcel Siem - Lee Slattery - Richard Sterne - Matthew Zions - Jaco Van Zyl Aziatische Tour - Wisut Artjajawat - Nicholas Fung - Gunn Charoenkul - Jay Bayron - Hao-tong Li - Wen-yi Huang - Shamim Khan - Rashid Khan - Bi-o Kim - Quincy Quek - Madasaamy Murugiah - Zhiqun Lam Invitaties - Yuta Ikeda - Azuma Yano - Chris Wood - Y.E. Yang - Stephen Gallacher - John Daly - Shigeki Maruyama | Regionale Order of Merit - Juvic Pagunsan - Thongchai Jaidee - Jeev Milkha Singh - Wen-chong Liang - Gaganjeet Bhullar - Thaworn Wiratchant - Tetsuji Hiratsuka - Rikard Karlberg - Guido van der Valk - Kwanchai Tannin - Masanori Kobayashi - In-Woo Lee - Scott Hend - Digvijay Singh - David Lipsky - Anirban Lahiri - Mardan Mamat - Kieran Pratt - David Gleeson - Yih-shin Chan - Himmat Rai - Joonas Granberg - Chawalit Plaphol - Berry Henson - Kiradech Aphibarnrat - Shiv Chowrasia - Udorn Duanhdecha - Pariya Junhasavasdikul - Peter Karmis - Angelo Que - Mohd Siddikur - Zaw Moe - Prayad Marksaeng - Chapchai Nirat | - Tjaart Van der Walt - Daisuke Maruyama - Chiragh Kumar - Chinnarat Phadungsil - Joong-kyung Mo - Shiv Kapur - Scott Barr - Darren Beck - Felipe Aguilar - Prom Meesawat - Jason Knutzon - Jyoti Randhawa - Ross Bain - Namchok Tantipokhakul - Marcus Both - Sung Lee - Panuphol Pittayarat - Daisuke Kataoka - Rick Kulacz - Chih-bing Lam - Anthony Kang - Mars Pucay - Adilson Da Silva - Seuk-hyun Baek - Thanyakorn Khrongpha - Danny Chia - Ben Fox - Wen-tang Lin - Tim Stewart - Antonio Lascuna Amateurs - Marc Ong - Joshua Shou - Jonathan Woo |